# Società Polisportiva Ars et Labor 1992-1993
Questa voce raccoglie le informazioni riguardanti la Società Polisportiva Ars et Labor nelle competizioni ufficiali della stagione 1992-1993.

## Stagione
Nella stagione 1992-1993 sulle ali dell'entusiasmo per la recente promozione la dirigenza e la tifoseria spalline puntano in alto, con una campagna acquisti che porta a Ferrara tra gli altri le punte Antonio Soda e Massimo Ciocci. Il gruppo della stagione precedente viene però stravolto, con buona parte dei giocatori decisivi nello scorso campionato che verranno ceduti in estate o a stagione in corso. Dopo un inizio di stagione sotto le aspettative viene esonerato il tecnico G. B. Fabbri, avvicendato in panchina da Rino Marchesi.
Intanto è una girandola di giocatori: arrivano Rodolfo Vanoli, Marco Nappi, Massimiliano Fiondella e Stefano Salvatori, tuttavia la squadra non rende ad alto livello. Nel finale di stagione la SPAL viene affidata a Gian Cesare Discepoli, con il quale viene sfiorata la salvezza: arrivano due pareggi e due vittorie nelle ultime quattro giornate, ma una combinazione di risultati non favorevoli dagli altri campi condanna la SPAL alla retrocessione per un solo punto.

## Rosa
| N. |                   | Ruolo | Calciatore             |
| -- | ----------------- | ----- | ---------------------- |
|    | Italia (bandiera) | C     | Luca Albieri           |
|    | Italia (bandiera) | P     | Massimo Battara        |
|    | Italia (bandiera) | D     | Omar Bonetti           |
|    | Italia (bandiera) | C     | Andrea Bottazzi        |
|    | Italia (bandiera) | P     | Maurizio Brancaccio    |
|    | Italia (bandiera) | C     | Roberto Breda          |
|    | Italia (bandiera) | C     | Giuseppe Brescia       |
|    | Italia (bandiera) | A     | Massimo Ciocci         |
|    | Italia (bandiera) | D     | Giovanni Dall'Igna     |
|    | Italia (bandiera) | A     | Davide Di Nicola       |
|    | Italia (bandiera) | D     | Massimiliano Fiondella |
|    | Italia (bandiera) | D     | Sergio Lancini         |
|    | Italia (bandiera) | C     | Armando Madonna        |

| N. |                   | Ruolo | Calciatore        |
| -- | ----------------- | ----- | ----------------- |
|    | Italia (bandiera) | D     | Andrea Mangoni    |
|    | Italia (bandiera) | A     | Andrea Messersì   |
|    | Italia (bandiera) | D     | Michele Mignani   |
|    | Italia (bandiera) | A     | Marco Nappi       |
|    | Italia (bandiera) | C     | Davide Olivares   |
|    | Italia (bandiera) | C     | Stefano Papiri    |
|    | Italia (bandiera) | D     | Michele Paramatti |
|    | Italia (bandiera) | C     | Stefano Salvatori |
|    | Italia (bandiera) | D     | Cristian Servidei |
|    | Italia (bandiera) | A     | Antonio Soda      |
|    | Italia (bandiera) | P     | Davide Torchia    |
|    | Italia (bandiera) | D     | Rodolfo Vanoli    |
|    | Italia (bandiera) | C     | Giorgio Zamuner   |

## Risultati

### Serie B

#### Girone di andata
| Arbitro: | Franceschini (Bari) |

|               |           |             |
| D'Ermilio 55’ | Marcatori | 77’ Zamuner |

| Arbitro: | Chiesa (Milano) |

|              |           |             |
| Bottazzi 55’ | Marcatori | 71’ Carbone |

| Arbitro: | Merlino (Torre del Greco) |

|  |           |                                     |
|  | Marcatori | 33’ Tentoni 37’ Nicolini 82’ Gualco |

| Arbitro: | Ceccarini (Livorno) |

|             |           |  |
| Paolino 45’ | Marcatori |  |

| Arbitro: | Cinciripini (Ascoli Piceno) |

|                        |           |                             |
| Nappi 54’ Bottazzi 64’ | Marcatori | 68’ Bortoluzzi 90+1’ Di Già |

| Pisa 11 ottobre 1992 6ª giornata | Pisa                   | 0 – 0 | SPAL | Stadio Arena Garibaldi\| Arbitro: \| Conocchiari (Macerata) \| |
| Arbitro:                         | Conocchiari (Macerata) |       |      |                                                                |

| Arbitro: | Bazzoli (Merano) |

|  |           |             |
|  | Marcatori | 55’ Alessio |

| Arbitro: | Bettin (Padova) |

|                |           |                    |
| Türkyılmaz 34’ | Marcatori | 55’ Soda 58’ Nappi |

| Ferrara 1º novembre 1992 9ª giornata | SPAL            | 0 – 0 | Piacenza | Stadio Paolo Mazza\| Arbitro: \| Braschi (Prato) \| |
| Arbitro:                             | Braschi (Prato) |       |          |                                                     |

| Arbitro: | Fucci (Salerno) |

|  |           |                  |
|  | Marcatori | 46’ (aut.) Soldà |

| Arbitro: | Bolognino (Milano) |

|         |           |                 |
| Soda 5’ | Marcatori | 21’ (rig.) Paci |

| Arbitro: | Felicani (Bologna) |

|                                       |           |  |
| Scienza 53’ Sgarbossa 59’ Zannoni 88’ | Marcatori |  |

| Arbitro: | Borriello (Mantova) |

|               |           |  |
| Albieri 90+1’ | Marcatori |  |

| Arbitro: | Dinelli (Lucca) |

|                               |           |  |
| Paramatti 64’ (aut.) Muro 79’ | Marcatori |  |

| Arbitro: | Racalbuto (Gallarate) |

|  |           |              |
|  | Marcatori | 83’ Gabrieli |

| Arbitro: | Conocchiari (Macerata) |

|           |           |            |
| Leoni 55’ | Marcatori | 63’ Ciocci |

| Arbitro: | Fucci (Salerno) |

|            |           |             |
| Ciocci 63’ | Marcatori | 21’ Rizzolo |

| Arbitro: | Rosica (Roma) |

|                                    |           |           |
| Negri 6’ T. Napoli 41’ Balleri 79’ | Marcatori | 35’ Nappi |

| Arbitro: | Cardona (Milano) |

|                              |           |                |
| Papiri 55’ Ciocci 70’ (rig.) | Marcatori | 89’ Piovanelli |

#### Girone di ritorno
| Arbitro: | Pellegrino (Barcellona Pozzo di Gotto) |

|                            |           |  |
| Nappi 16’, 81’ Brescia 61’ | Marcatori |  |

| Ascoli Piceno 31 gennaio 1993 21ª giornata | Ascoli           | 0 – 0 | SPAL | Stadio Cino e Lillo Del Duca\| Arbitro: \| Arena (Ercolano) \| |
| Arbitro:                                   | Arena (Ercolano) |       |      |                                                                |

| Arbitro: | Pairetto (Nichelino) |

|             |           |  |
| Tentoni 19’ | Marcatori |  |

| Arbitro: | Fabricatore (Roma) |

|                          |           |                   |
| Ciocci 26’ Paramatti 60’ | Marcatori | 68’ M. Pellegrini |

| Arbitro: | Franceschini (Bari) |

|             |           |  |
| A. Poggi 7’ | Marcatori |  |

| Arbitro: | Rosica (Roma) |

|  |           |               |
|  | Marcatori | 41’ Scarafoni |

| Bari 14 marzo 1993 26ª giornata | Bari                | 0 – 0 | SPAL | Stadio San Nicola\| Arbitro: \| Borriello (Mantova) \| |
| Arbitro:                        | Borriello (Mantova) |       |      |                                                        |

| Arbitro: | Pezzella (Frattamaggiore) |

|               |           |                       |
| Dall'Igna 57’ | Marcatori | 80’ (rig.) Incocciati |

| Arbitro: | Brignoccoli (Ancona) |

|             |           |  |
| De Vitis 5’ | Marcatori |  |

| Ferrara 10 aprile 1993 29ª giornata | SPAL                | 0 – 0 | Monza | Stadio Paolo Mazza\| Arbitro: \| Franceschini (Bari) \| |
| Arbitro:                            | Franceschini (Bari) |       |       |                                                         |

| Arbitro: | Cardona (Milano) |

|                                          |           |             |
| Di Francesco 37’ Giusti 83’ Rastelli 90’ | Marcatori | 58’ Lancini |

| Arbitro: | Stafoggia (Pesaro) |

|            |           |                  |
| Ciocci 73’ | Marcatori | 33’ P. Sacchetti |

| Arbitro: | Arena (Ercolano) |

|             |           |  |
| Nardini 76’ | Marcatori |  |

| Arbitro: | Quartuccio (Torre Annunziata) |

|              |           |                          |
| Olivares 17’ | Marcatori | 7’ Mazzaferro 44’ Soncin |

| Arbitro: | Baldas (Trieste) |

|                                             |           |                         |
| Longhi 19’ Pellizzaro 80’ Franceschetti 82’ | Marcatori | 5’ Olivares 25’ Brescia |

| Ferrara 23 maggio 1993 35ª giornata | SPAL            | 0 – 0 | Cesena | Stadio Paolo Mazza\| Arbitro: \| Chiesa (Milano) \| |
| Arbitro:                            | Chiesa (Milano) |       |        |                                                     |

| Arbitro: | Rodomonti (Teramo) |

|               |           |           |
| Orlandini 58’ | Marcatori | 74’ Nappi |

| Arbitro: | Luci (Firenze) |

|                       |           |              |
| Nappi 19’ (rig.), 89’ | Marcatori | 58’ Catanese |

| Arbitro: | Nicchi (Arezzo) |

|                 |           |                |
| Ghirardello 87’ | Marcatori | 18’, 60’ Nappi |

### Coppa Italia
| Arbitro: | Rodomonti (Teramo) |

|  |           |                      |
|  | Marcatori | 86’ (rig.) Scarafoni |